# Delta Pavonis
Delta Pavonis (δ Pav, förkortat Delta Pav, δ Pav) som är stjärnans Bayerbeteckning, är en ensam stjärna belägen i den mellersta delen av stjärnbilden Påfågeln. Den har en skenbar magnitud på 3,56 och är synlig för blotta ögat. Baserat på parallaxmätning inom Hipparcosuppdraget på ca 163,7 mas, beräknas den befinna sig på ett avstånd på ca 20 
ljusår (ca 5 parsek) från solen och är en av de närmaste stjärnorna till solsystemet.

## Egenskaper
Delta Pavonis är en gul till vit underjättestjärna av spektralklass G8 IV, som kommer att avsluta dess fusion av väte relativt snart, och inleda processen till att bli en röd jätte.  Den har en massa som är ungefär lika stor som solens massa, en radie som är ca 20 procent större än solens och utsänder från dess fotosfär ca 1,2 gånger mera energi än solen vid en effektiv temperatur på ca 5 600 K. Stjärnans ytkonvektionszon sträcker sig nedåt till ca 43 procent av dess radie, men innehåller bara 4,8 procent av dess massa.
Spektroskopisk undersökning av Delta Pavonis visar att den har en högre mängd element tyngre än helium (metallicitet) än solen med ett överskott av järn motsvarande 214 procent av solens. Studier har visat en korrelation mellan rikliga tunga element i stjärnor och närvaron av ett planetsystem, så Delta Pavonis har en större än genomsnittlig sannolikhet att hysa planeter. Dock har inga planeter hittills upptäckts kring stjärnan.